# 십개월의 미래
《십개월의 미래》는 2021년에 개봉한 대한민국의 영화이다.

## 캐스팅
- 최성은 : 미래 역
- 백현진 : 김옹중 역
- 서영주 : 윤호 역
- 유이든 : 김김 역
- 권아름 : 강미 역
- 손성찬 : 홍성 역
- 김근영 : 순자 역
- 오태은 : 은옥 역
- 송경의 : 성태 역
- 고영찬 : 현재 역

## 수상
- 2022년 제31회 부일영화상 신인여자연기상 (최성은)